# Dorfkirche Giesensdorf (Pritzwalk)

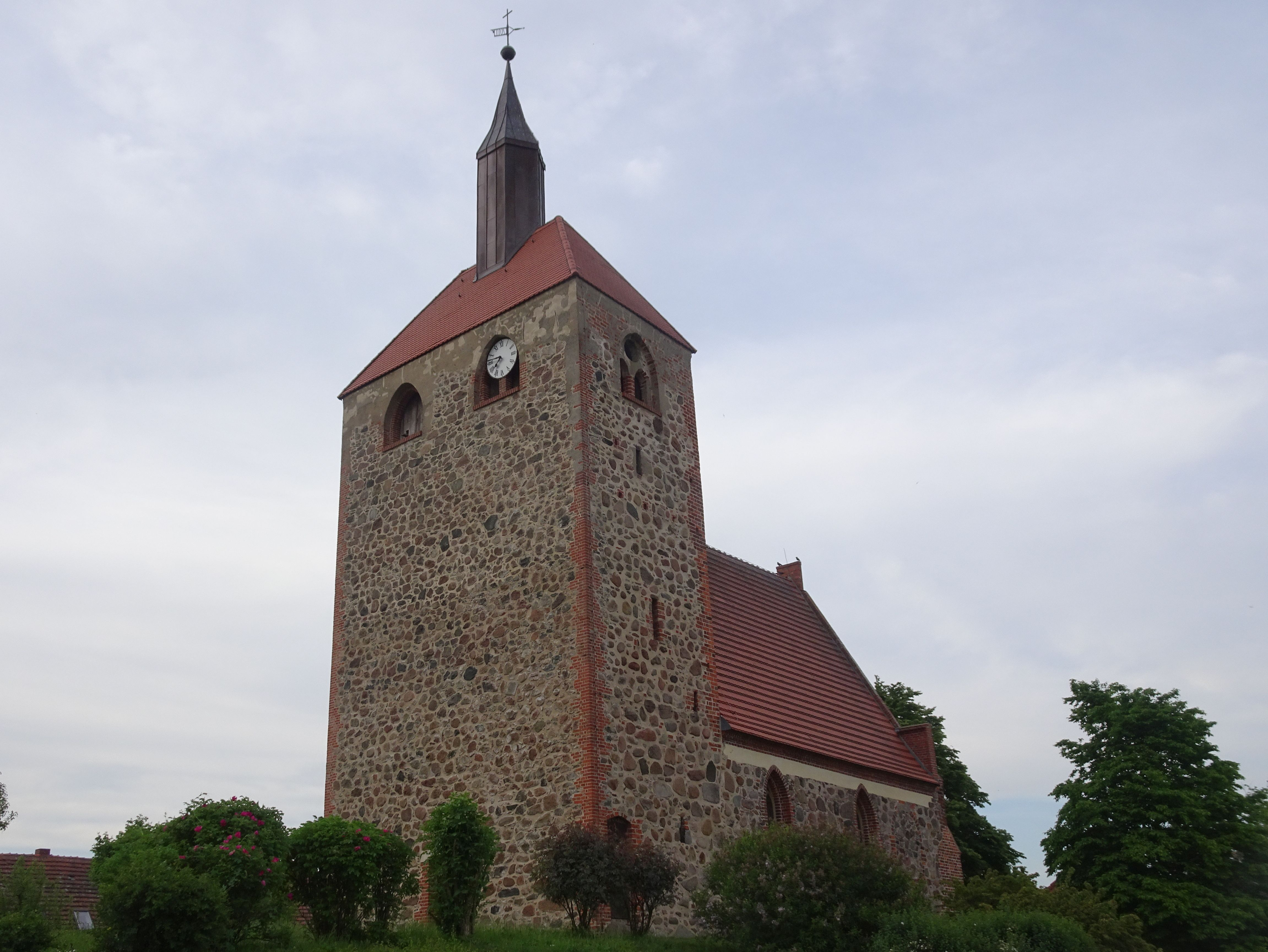
Dorfkirche Giesensdorf (Pritzwalk)

Die evangelische, denkmalgeschützte Dorfkirche Giesensdorf steht in Giesensdorf, einem Ortsteil der Stadt Pritzwalk im Landkreis Prignitz in Brandenburg. Die Kirchengemeinde gehört zur Gesamtkirchengemeinde Region Pritzwalk im Kirchenkreis Prignitz der Evangelischen Kirche Berlin-Brandenburg-schlesische Oberlausitz.

## Beschreibung
Die Feldsteinkirche wurde Ende des 15. Jahrhunderts erbaut. Sie besteht aus einem Langhaus mit dendrochronologisch auf das Jahr 1475 datiertem Dachstuhl und einem querrechteckigen Kirchturm im Westen, dessen Dachwerk aus der Zeit um 1482/83 stammt. Sein oberstes Geschoss beherbergt die Turmuhr und den Glockenstuhl. 1844 wurden dem Walmdach des Turms ein sechseckiger Dachreiter aufgesetzt, die Fenster des Kirchenschiffs verändert und der traufseitige Maßwerkfries an dessen Längsseiten weitgehend beseitigt.
Im mit einer Flachdecke überspannten Innenraum des Langhauses ist im Westen und im Norden jeweils eine Empore eingebaut. Das Erdgeschoss des Kirchturms ist mit einem Tonnengewölbe bedeckt. Zur Kirchenausstattung gehört ein um 1700 gebauter Kanzelaltar. Der polygonale Korb der Kanzel ist mit Arkanthusornamenten verziert. Die Orgel mit sieben Registern auf einem Manual und Pedal wurde 1868 von Friedrich Hermann Lütkemüller gebaut.